# 유로게이머
유로게이머(Eurogamer)는 영국의 비디오 게임 웹사이트이자 유튜브 채널이다. 1999년 루퍼트와 로먼 형제가 설립하였으며, 현재는 게이머 네트워크가 운영하고 있다.

## 역사

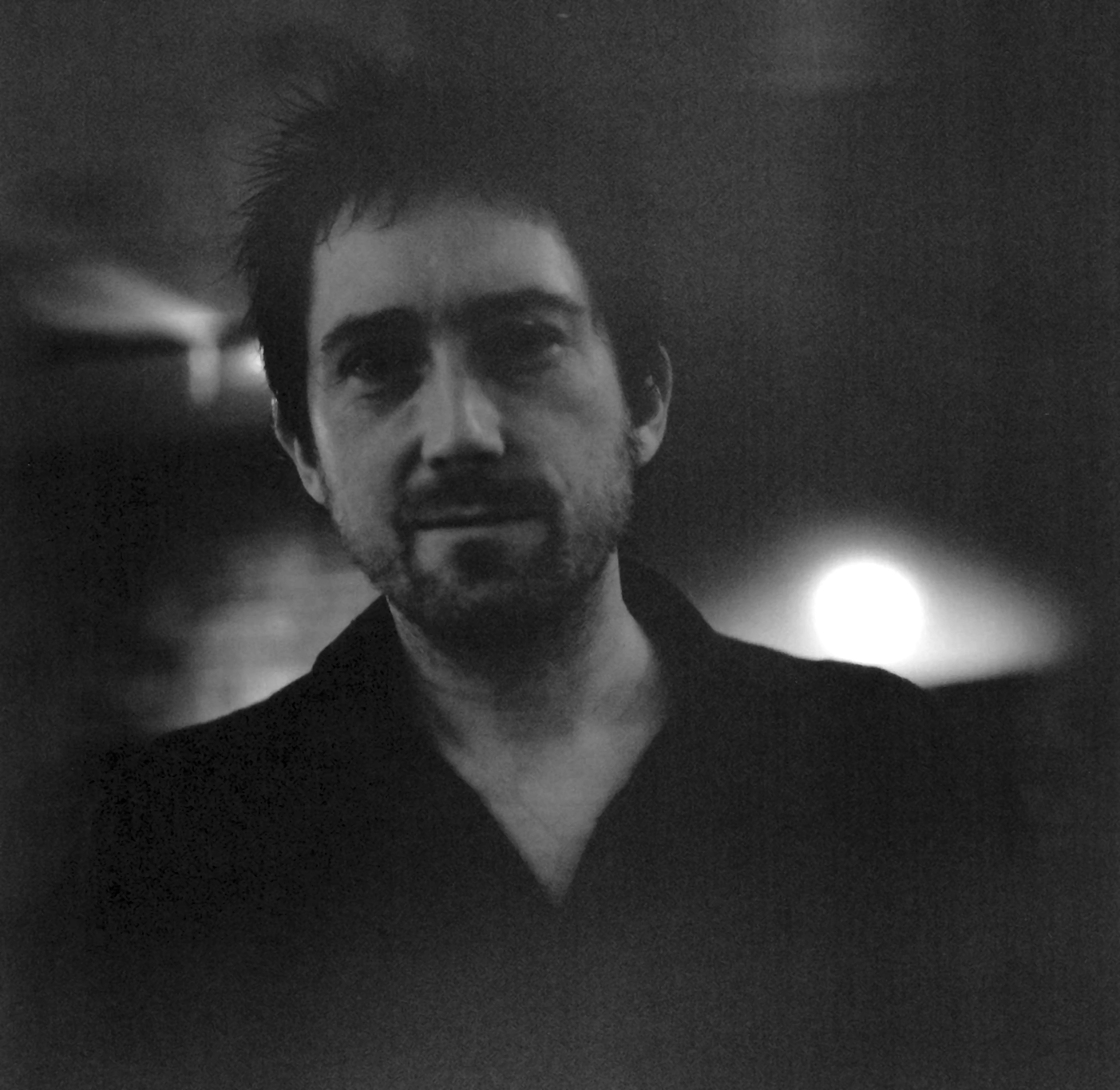
2002년부터 2008년까지 유로게이머 편집장을 역임한 크리스탄 리드(Kristan Reed)

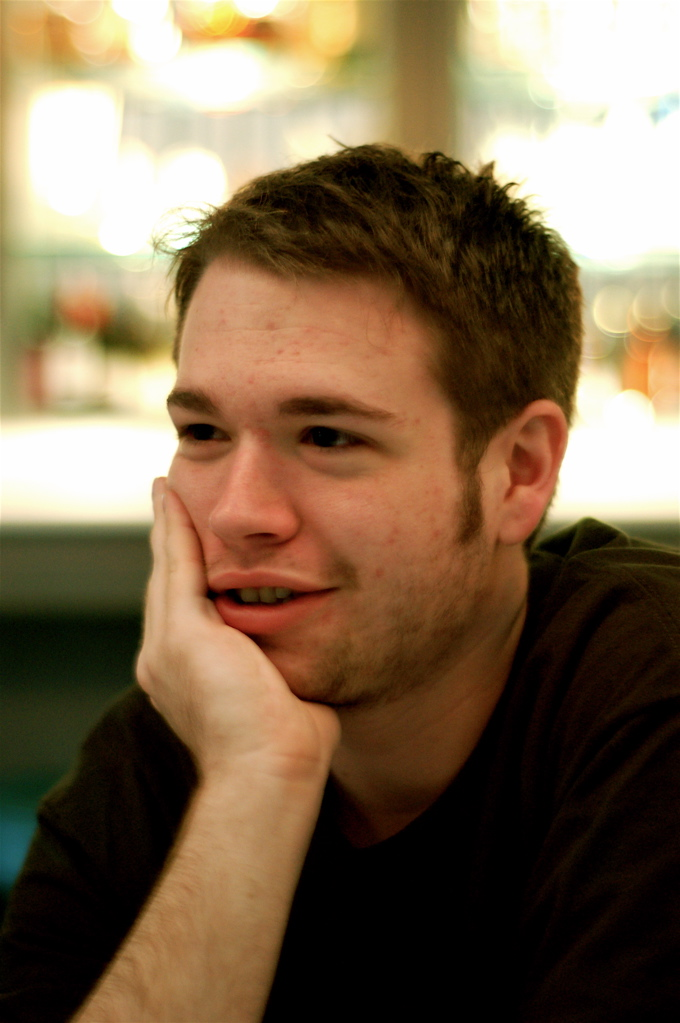
2008년부터 2014년까지 유로게이머를 편집한 톰 브램웰(Tom Bramwell)

유로게이머는 1999년 9월 4일 런칭되었다. 설립팀에는 플래닛퀘이크 웹사이트의 웹마스터이자 PC 게이밍 월드 영국 잡지의 저자 John "Gestalt" Bye, 웹사이트 워존의 기여자 Patrick "Ghandi" Stokes, 게임 퀘이크를 위한 유로퀘이크 이스포츠 이벤트를 조직한 Rupert "rauper" Loman가 있다.